# Peniculus fistula
Peniculus fistula är en kräftdjursart som beskrevs av von Nordmann 1832. Peniculus fistula ingår i släktet Peniculus och familjen Pennellidae. Inga underarter finns listade i Catalogue of Life.